# Caridina oligospina
Caridina oligospina е вид десетоного от семейство Atyidae.

## Разпространение
Видът е разпространен в Китай (Хунан).